# Elmano Férrer
Elmano Férrer de Almeida (Lavras da Mangabeira, 1 de agosto de 1942) é um político brasileiro filiado ao Progressistas (PP). Foi prefeito de Teresina e senador da República pelo Piauí.

## Dados biográficos
Nascido em Lavras da Mangabeira, Ceará, a 1º de agosto de 1942, reside em Teresina desde abril de 1966. É casado com Telezila Fortes Férrer de Almeida, com quem tem três filhos.
Engenheiro Agrônomo formado pela Universidade Federal do Ceará, advogado graduado pela Universidade Federal do Piauí, Elmano Férrer é pós-graduado nas áreas de Planejamento e Desenvolvimento Econômico, Gestão de Instituições de Pesquisa e Ações Governamentais Integradas. Servidor público de carreira, já ocupou os cargos de Secretário de Planejamento do Estado do Piauí, presidente do Conselho Diretor do Centro de Apoio a Pequenos Empreendimentos – CEAPE/PI, diretor da Unidade de Pesquisa da Embrapa/PI, assessor do Conselho Deliberativo do Sebrae, técnico da Superintendência de Desenvolvimento do Nordeste (SUDENE,) e Secretário do Trabalho, Desenvolvimento Econômico, Tecnológico e Turístico do Piauí. Foi eleito vice-prefeito de Teresina em 2008, e assumiu o cargo de Prefeito da capital do Piauí em 31 de março de 2010.
Elmano Férrer foi candidato do PTB e da coligação "A Força do Trabalho" a prefeito de Teresina, tendo como candidato a vice-prefeito o deputado federal Marlos Sampaio, do PMDB, em 2012. Apesar da boa aceitação entre o eleitorado teresinense, perde a disputa para Firmino Filho no 2º turno das eleições por menos de 15 mil votos.
Entre as funções públicas ocupadas foi Secretário de Planejamento (1991-1995) nos governos Freitas Neto e Guilherme Melo, presidente do Conselho Diretor do Centro de Apoio a Pequenos Empreendimentos – CEAPE/PI, diretor da Unidade de Pesquisa da Embrapa/PI, assessor do Conselho Deliberativo do Sebrae/PI e técnico da Superintendência de Desenvolvimento do Nordeste (SUDENE) e Secretário do Trabalho, Desenvolvimento Econômico, Tecnológico e Turístico do Piauí (2005-2006) no primeiro governo Wellington Dias.
Foi eleito vice-prefeito de Teresina em 2004 e reeleito em 2008 sempre em dobradinha com o médico Sílvio Mendes, assumindo o cargo em 31 de março de 2010, quando o titular renunciou para disputar o governo do estado.
Participou de missões internacionais técnicas e de intercâmbio. É comendador da ordem do Mérito Renascença do Piauí e foi homenageado com a Medalha do Mérito Conselheiro José Antônio Saraiva, a maior honraria concedida pela Prefeitura Municipal de Teresina.
Em janeiro de 2017, deixa o Partido Trabalhista Brasileiro e ingressa no PMDB. . Em 2018, ingressou no PODE. 

### Eleições de 2012
Concorreu a reeleição para o cargo de prefeito de Teresina em eleição decidida no segundo turno. Elmano obteve 200.062, ou seja, 48,46% dos votos, tendo sido derrotado por Firmino Filho que recebeu 51,54% dos votos válidos, o que corresponde a 212.741 votos válidos.

### Eleições de 2014
Nas eleições de 2014, foi eleito senador vencendo o ex-governador Wilson Martins.
Em dezembro de 2016, votou a favor da PEC do Teto dos Gastos Públicos. Em julho de 2017 votou a favor da reforma trabalhista.
Em outubro de 2017 votou a favor da manutenção do mandato do senador Aécio Neves derrubando decisão da Primeira Turma do Supremo Tribunal Federal no processo onde ele é acusado de corrupção e obstrução da justiça por solicitar dois milhões de reais ao empresário Joesley Batista.

### 2018
Em julho de 2018 se licencia do senado para disputar o governo do Piauí pelo Podemos e assume o primeiro suplente, José Amauri..